# Change (Magazin)
Change (Eigenschreibweise change, für engl. Veränderung, Wandel) ist ein deutschsprachiges Magazin. Es wurde 2008 veröffentlicht und erscheint seit 2021 ausschließlich digital. Change berichtet über gesellschaftliche, wirtschaftliche, soziale und politische Themen, zu denen die gemeinnützige Bertelsmann Stiftung arbeitet. Das Magazin richtet sich an eine interessierte Öffentlichkeit und erscheint halbjährlich. Tagesaktuelle Inhalte werden auf der Website veröffentlicht.

## Geschichte

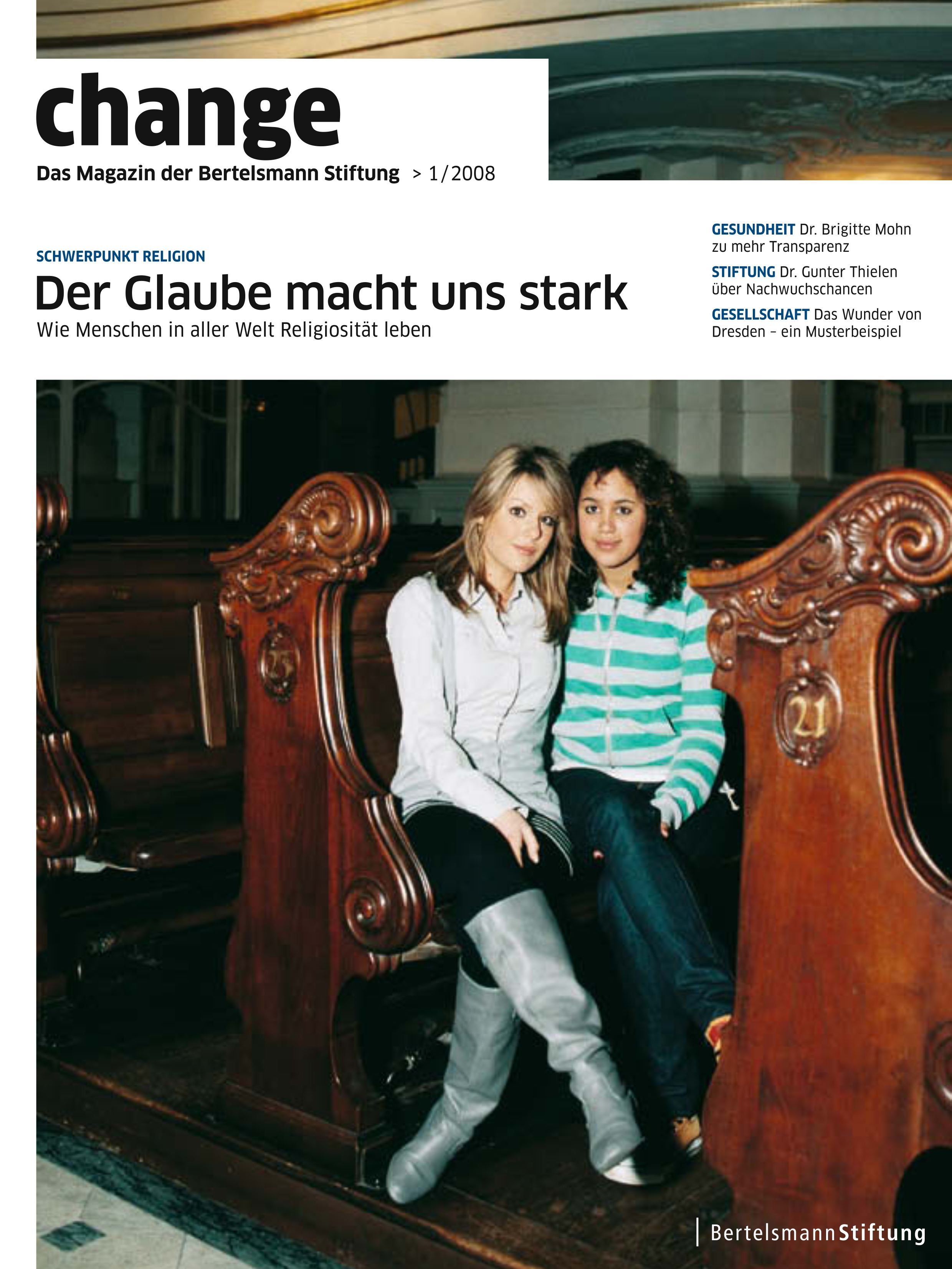
Cover der ersten Ausgabe (2008)

Die Bertelsmann Stiftung ist eine der größten operativen Stiftungen in Deutschland. Um die Stiftungsarbeit sichtbarer und transparenter zu machen, erschien 2008 die erste Ausgabe von Change. Diese hatte eine Druckauflage von 38.000 Exemplaren. Später wurde die deutschsprachige Fassung um eine englischsprachige Ausgabe ergänzt. Zeitweise überschritt die Auflage von Change die Marke von 100.000 Stück, zu Spitzenzeiten hatte das Magazin einen Umfang von durchschnittlich 80 Seiten.
Im Jahr 2017 erfolgte inhaltlicher und gestalterischer Relaunch. Fortan wurde Change mit einem illustrierten Themenposter veröffentlicht. Im selben Jahr erschien das Magazin erstmals auch online. Die digitale Ausgabe entwickelte eine Stammleserschaft und hatte eine vergleichsweise hohe Reichweite. Im weiteren Verlauf wurde Change vollständig auf digitale Verbreitung umgestellt. Seitdem erreicht das Magazin seine Abonnenten zweimal jährlich ausschließlich in digitaler Form als interaktives PDF-Dokument.

## Inhalt

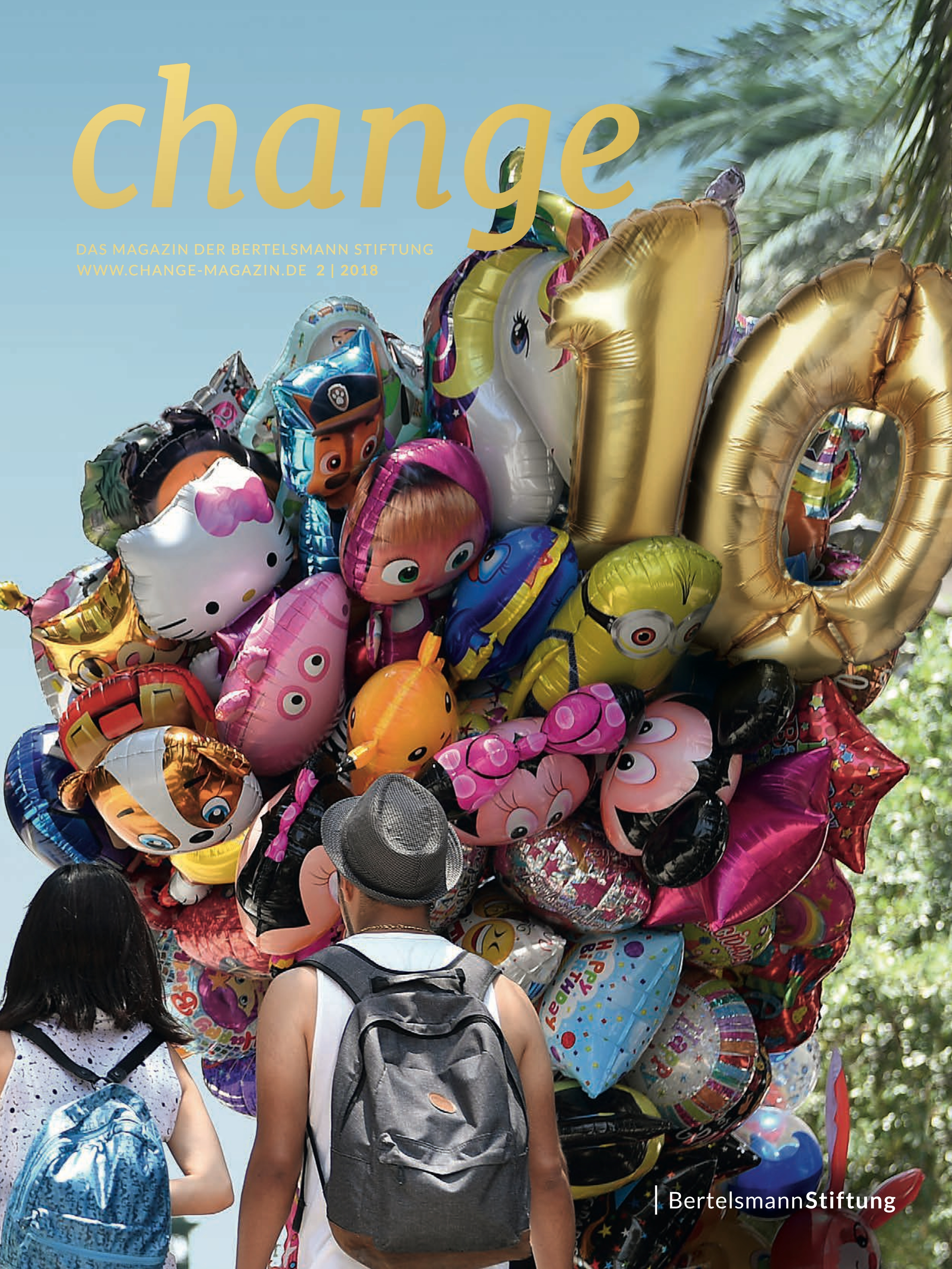
Jubiläumsausgabe nach Relaunch (2018)

Aktuell hat Change einen Umfang von rund 60 Seiten. Das Magazin berichtet in jeder Ausgabe über Menschen und Themen, zu denen die Bertelsmann Stiftung arbeitet. Change entsteht nach journalistischen Standards, integriert Ansätze des konstruktiven Journalismus und arbeitet mit Hintergrundinformationen und Expertenbeiträgen.
Die Online-Ausgabe richtet sich insbesondere an eine jüngere Zielgruppe zwischen 20 und 30 Jahren. Die Inhalte des digitalen Magazins werden auf der Website um Essays, Interviews, Howtos, Listicles und Quizformate ergänzt. Die Autoren greifen regelmäßig Themen aus dem halbjährlich erscheinenden digitalen Magazin auf und entwickeln diese weiter.